# Ogród Zoologiczny w Berlinie

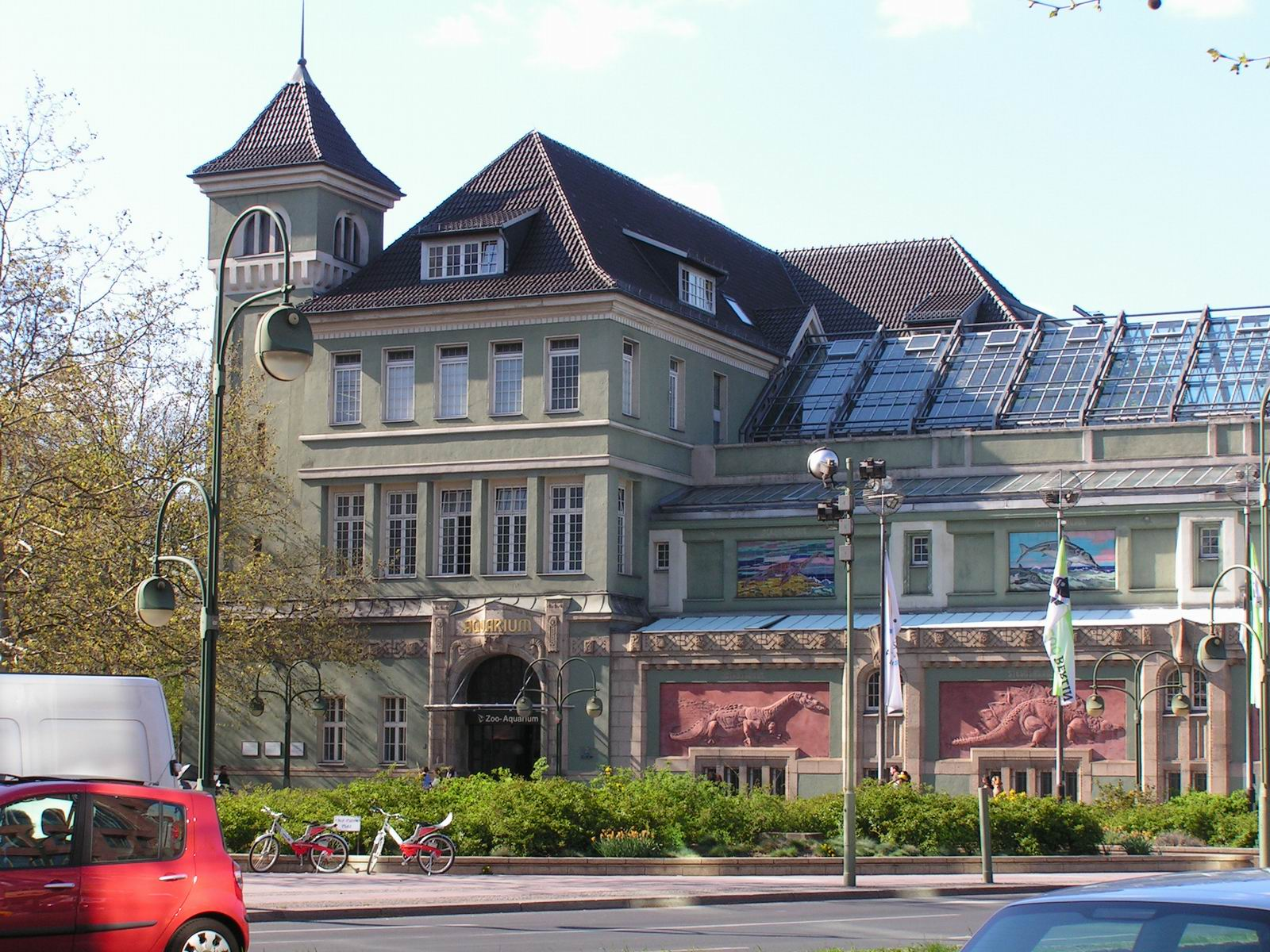
Berlińskie akwarium

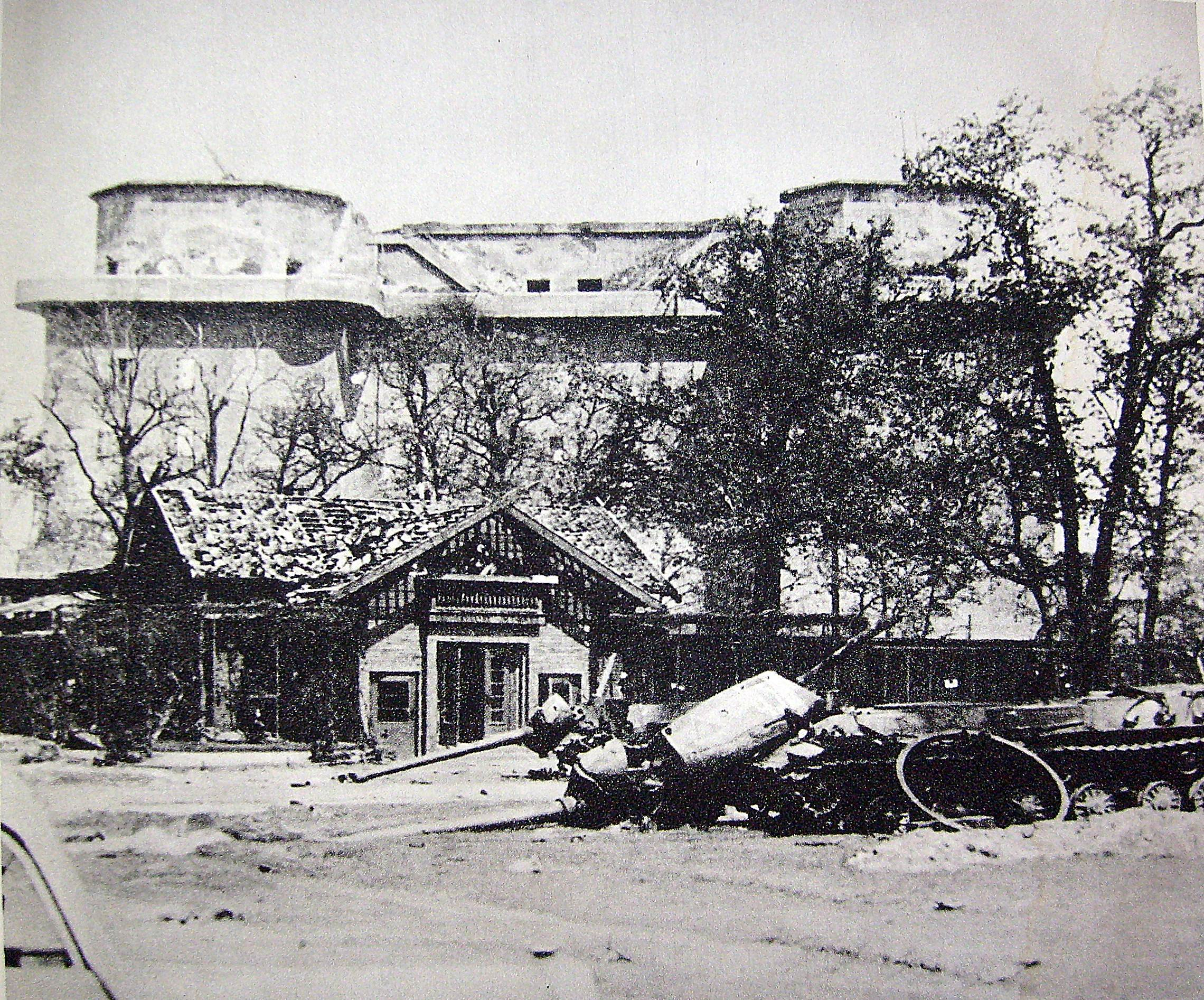
Maj 1945 – schron Berlin Zoo

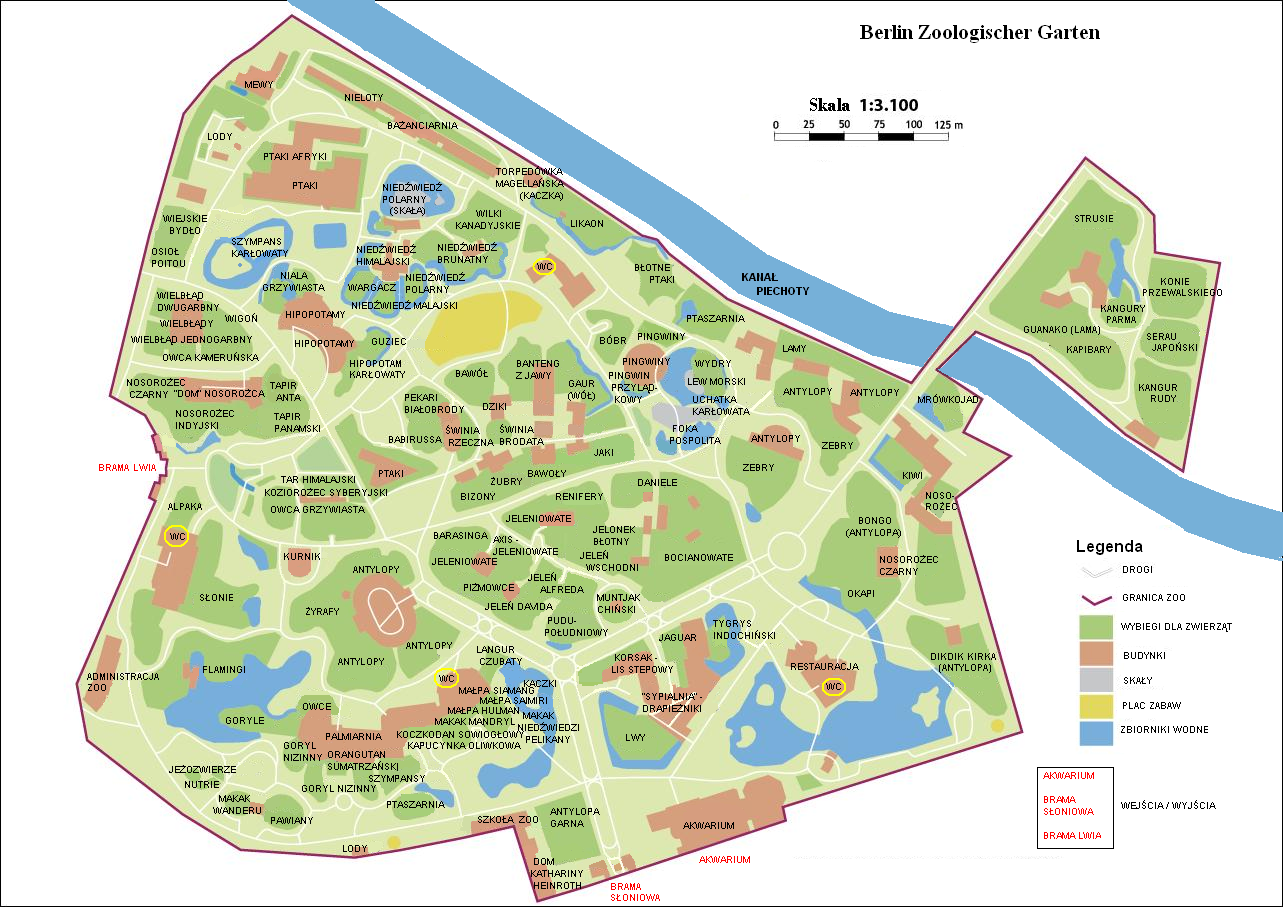
Plan zoo w Berlinie (stan na 2013 rok)

Berliński ogród zoologiczny (niem. Zoologischer Garten Berlin) – jeden z największych ogrodów zoologicznych w Niemczech oraz jeden z największą liczbą gatunków zwierząt na świecie. Położony jest w dzielnicy Berlina Tiergarten, niedaleko stacji S-Bahn i dworca kolejowego Zoologischer Garten w centrum miasta.

## Historia
Zoo zostało otwarte 1 sierpnia 1844 roku i było pierwszym ogrodem zoologicznym w Niemczech. Pierwsze gatunki zwierząt zostały podarowane przez króla Prus Fryderyka Wilhelma IV Hohenzollerna z menażerii oraz ptaszarni Tiergarten. W czasie II wojny światowej tereny ogrodu zostały doszczętnie zniszczone. Z 4000 w 1939 roku przetrwało jedynie 91 zwierząt. W Berlinie znajduje się również inne zoo Tierpark Berlin ulokowane we wschodniej części miasta, które powstało w 1955 roku po podziale miasta na część wschodnią i zachodnią.  
Obecnie w pomieszczeniach zoo znajduje się blisko 14.000 zwierząt z 1.500 różnych gatunków. Wszystko znajduje się na 35 hektarach w historycznych klatkach. Wszystkie zwierzęta są ulokowane w zagrodach, w których stworzono im warunki odpowiadające naturalnym.
Berlińskie zoo jest jednym z najchętniej zwiedzanych ogrodów w Europie. Rocznie zoo ma blisko 2,6 mln gości z całego świata. Otwarte jest przez cały rok, ulokowane w korzystnym miejscu, gdzie łatwo jest dostać się berlińską komunikacją miejską. Zwiedzający mogą wejść do zoo egzotycznie ozdobioną Bramą Słonia ulokowaną blisko Akwarium na Budapester Straße (ulica Budapeszteńska) lub przez Bramę Lwa na Hardenbergplatz.